# Christian Hempel (Bildhauer)
Christian Hempel (* 1. Februar 1937 in Dresden; † 30. Januar 2015 ebenda) war ein deutscher Restaurator und Bildhauer.

## Leben
Christian Hempel entstammte einer Bildhauerfamilie; sein Großvater Oskar Paul Hempel (1887–1954) hatte eine Bildhauerwerkstadt in Tolkewitz, die in nächster Generation von Werner Hempel (1904–1980) weitergeführt wurde.
Nach seiner Schulzeit folgte von 1954 bis 1957 eine Lehre als Steinbildhauer im väterlichen Betrieb. Anschließend absolvierte er von 1957 bis 1961 ein Abendstudium an der Hochschule für Bildende Künste Dresden. Im Jahr 1961 zog er nach Oberloschwitz in Dresden um, legte 1962 seine Meisterprüfung ab und war ab 1963 mit Meisterbrief freischaffend in Dresden als Restaurator, Steinbildhauer und Modellbauer tätig.
Ab 1965 war er Vorsitzender der Prüfungskommission und Obermeister der Steinmetz- und Bildhauerinnung.
Christian Hempel lebte in Dresden-Oberloschwitz. Der Familienbetrieb in Tolkewitz wurde von seinem Sohn Julius Hempel (21. Januar 1971 – 16. Januar 2015) und nach dessen Tod vom Zwillingsbruder Sebastian Hempel (* 21. Januar 1971) weitergeführt.

## Ehrungen
- 1975: Ehrung „Anerkannter Kunsthandwerker“

## Werke, Auswahl
Dresdner Bauwerke

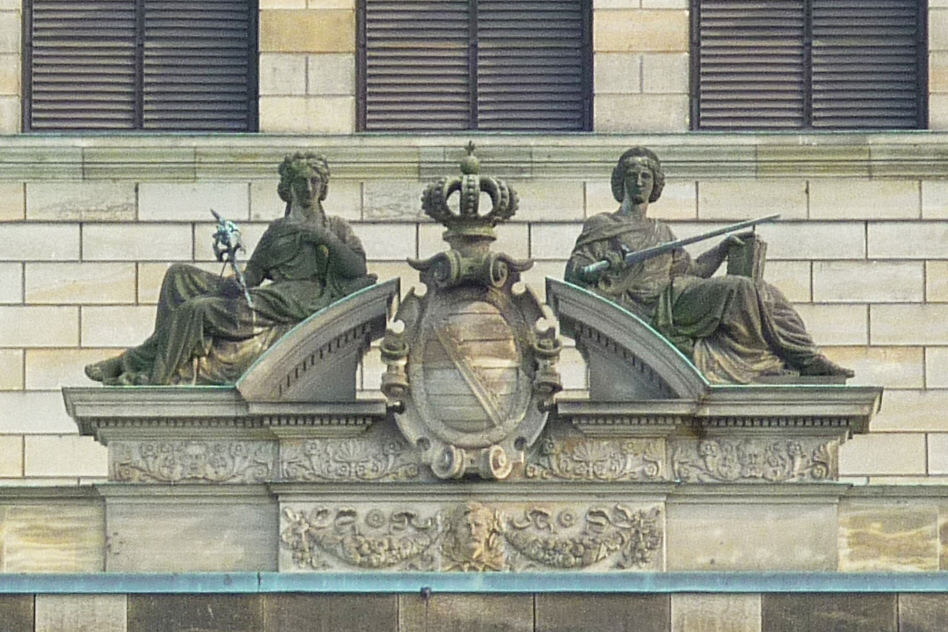
Christian Hempel rekonstruierte die von Robert Henze geschaffenen Figuren Frieden und Gerechtigkeit nebst dem sächsischen Wappen an der Semperoper.

- Semperoper, die Figuren Frieden und Gerechtigkeit
- Freiplastiken am Palais im Großen Garten
- plastischer Außenschmuck und die Nereiden- und Tritonenbrunnen am Taschenbergpalais
- Plastiken und Fassadenschmuck sowie der Taufstein der Schlosskapelle im Residenzschloss Dresden
- Figuren in der Hauptstraße in der Dresdner Neustadt
- Fassadenerneuerung am Gebäude der Kunstakademie
- Figuren für die Katholische Hofkirche

Weitere Werke

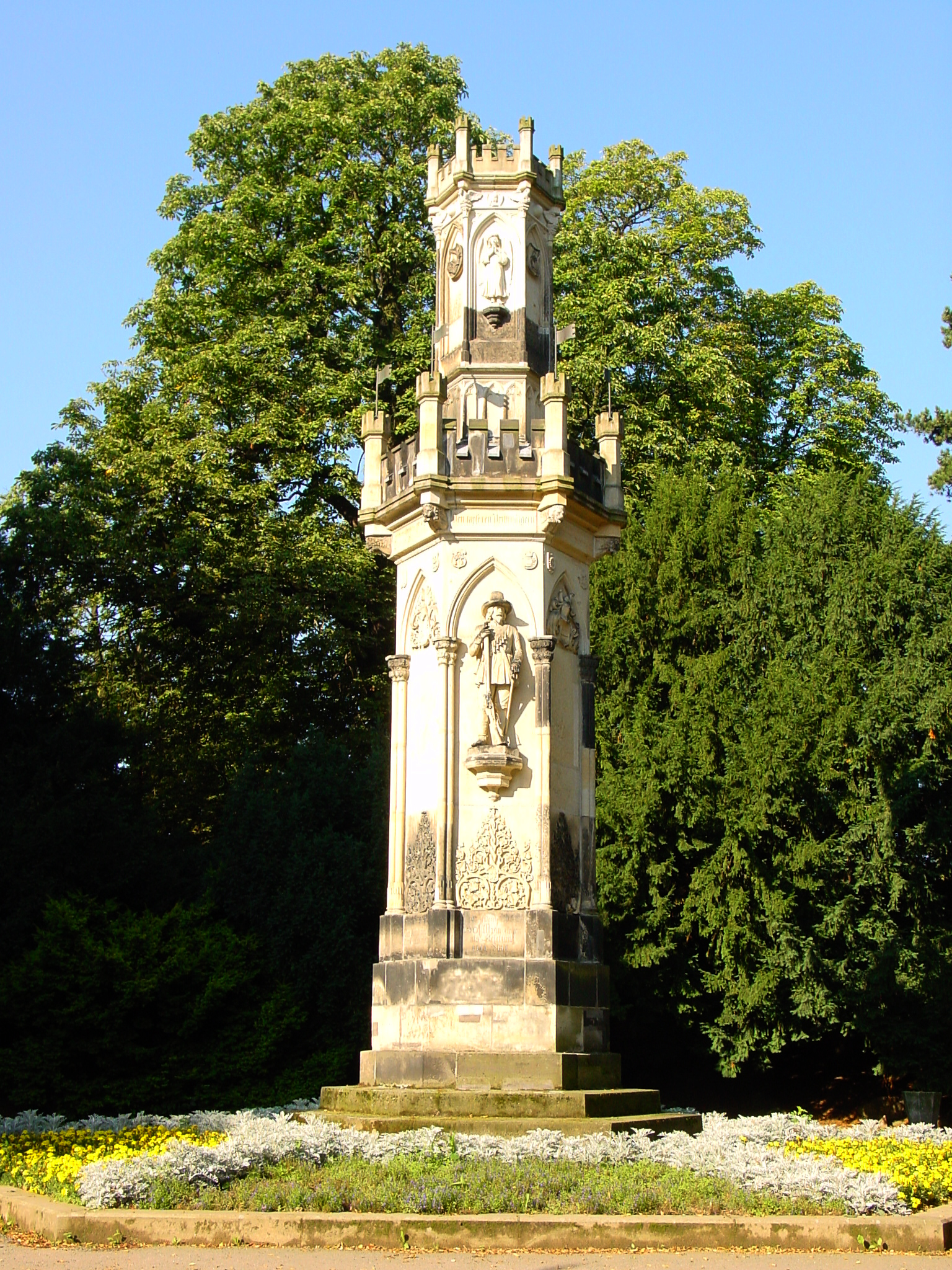
Schwedendenkmal (Entwurf Johann Eduard Heuchler) im Freiberger Albertpark, Sanierung Christian Hempel

- Giebel am Alten Brauhaus in Meißen
- König-Johann-Denkmal in Johanngeorgenstadt
- Figuren im Schlossgarten des Jagdschlosses Wermsdorf
- Figuren im Schlossgarten Großsedlitz
- Wartburg in Eisenach
- Schloss Weesenstein
- Schloss Hartenfels in Torgau
- Schwedendenkmal in Freiberg
- Renaissance-Erker am Marktplatz in Freiberg
- Festung Königstein
- Kopie des Erkers vom Fürstenhaus in der Grimmaischen Straße in Leipzig
- Rekonstruktion der Plastiken der Wasserkunst in Wismar
- Restaurierung bzw. Nachbildung von Kursächsischen Postmeilensäulen[5]